# Гагарская
Гагарская — деревня в городском округе город Выкса Нижегородской области России, входящая в административно-территориальное образование Новодмитриевский сельсовет.
Население — 26 чел. (2010).
Расстояние до областного центра — города Нижнего Новгорода — составляет 150 км, до окружного центра — города Выксы — 41 км. Абсолютная высота — 172 метра над уровнем моря.
Гагарская, как и вся Нижегородская область, находится в часовой зоне МСК (московское время). Смещение применяемого времени относительно UTC составляет +3:00.

## Население
| 1999 | 2002 | 2010 |
| ---- | ---- | ---- |
| 101  | ↘51  | ↘26  |

Национальный состав
Согласно результатам переписи 2002 года, в национальной структуре населения русские составляли 98 % из 51 человека.